# Ontario Championships
Die Ontario Championships sind im Badminton die Meisterschaften der kanadischen Provinz Ontario. Sie werden seit 1925 ausgetragen und sind damit einer der ältesten Badmintontitelkämpfe in Amerika. Während des Zweiten Weltkrieges pausierten die Meisterschaften. Zeitweise waren die Meisterschaften offen, es konnten also auch Teilnehmer aus anderen kanadischen Regionen oder Sportler anderer Länder starten.

## Die Titelträger der Erwachsenen
| Saison    | Herreneinzel       | Dameneinzel         | Herrendoppel                           | Damendoppel                           | Mixed                             |
| --------- | ------------------ | ------------------- | -------------------------------------- | ------------------------------------- | --------------------------------- |
| 1925      | William M. Stewart | Esme F. Coke        | Arthur Evans Snell William M. Stewart  | C. A. Boone Esme F. Coke              | G. G. Blackstock C. A. Boone      |
| 1926      | William M. Stewart | Esme F. Coke        | H. F. Wright William M. Stewart        | C. A. Boone Esme F. Coke              | G. G. Blackstock Esme F. Coke     |
| 1927      | Jack Purcell       | C. A. Boone         | Cyril Andrews G. G. Blackstock         | P. Elmsley H. Wrong                   | Jack Purcell B. McCrae            |
| 1928      | Jack Purcell       | E. W. Whittington   | Cyril Andrews G. G. Blackstock         | G. S. MacFarlane Phyllis Rykert       | H. Wright                         |
| 1929      | Jack Purcell       | E. W. Whittington   | Cyril Andrews G. G. Blackstock         | C. A. Boone Esme F. Coke              | Jack Purcell B. McCrae            |
| 1930      | Jack Purcell       | E. W. Whittington   | Cyril Andrews G. G. Blackstock         | E. W. Whittington Nora Crossley       | Jack Purcell B. McCrae            |
| 1931      | Jack Purcell       | Nora Crossley       | Harry Sedgewick Jack Purcell           | Margaret Robertson Ruth Robertson     | Jack Purcell B. McCrae            |
| 1932      | Jack M. Taylor     | Ruth Robertson      | Cyril Andrews H. A. Henderson          | Margaret Robertson Ruth Robertson     | Bev Mitchell Margaret Robertson   |
| 1933      | Jack M. Taylor     | Ruth Robertson      | Rod Phelan Jack A. Cameron             | Margaret Robertson Ruth Robertson     | George Goodwin Margaret Robertson |
| 1934      | Rod Phelan         | Ruth Robertson      | George Goodwin Bev Mitchell            | E. W. Whittington K. Bielte           | George Goodwin Margaret Robertson |
| 1935      | Rod Phelan         | Dorothy Walton      | Jerry Purcell Murray Snyder            | E. W. Whittington Nora Crossley       | George Goodwin Margaret Robertson |
| 1936      | Rod Phelan         | Ruth Robertson      | Rod Phelan Joe Zaharko                 | Isobel Bryson Betty Snell             | P. Percival Hilda McColm          |
| 1937      | Jack Storey        | Dorothy Walton      | Jack Sibbald Joe Zaharko               | Isobel Bryson Betty Snell             | Bev Mitchell Ruth Robertson       |
| 1938      | Jack Storey        | Dorothy Walton      | Ted Pollock D. Kennedy                 | Margaret Robertson Ruth Robertson     | Jack Sibbald K. Bielte            |
| 1939      | Rod Phelan         | Dorothy Walton      | Colin Brown Jack Nash                  | Margaret Robertson Ruth Robertson     | Jack Sibbald K. Bielte            |
| 1940      | Rod Phelan         | Dorothy Walton      | Rod Phelan Jack Sibbald                | Isobel Bryson Perodeau Betty Snell    | Jerry Snyder Evelyn Effnert       |
| 1941      | Rod Phelan         | Evelyn Effnert      | Rod Phelan Jack Sibbald                | Isobel Bryson Perodeau Betty Snell    | D. Robertson Evelyn Effnert       |
| 1942      | Keith Butler       | P. Donovan          | Roy Smith Jack Nash                    | P. Donavan B. Templeton               | Roy Smith Evelyn Effnert          |
| 1943 1946 | nicht ausgetragen  | nicht ausgetragen   | nicht ausgetragen                      | nicht ausgetragen                     | nicht ausgetragen                 |
| 1947      | Dick Birch         | Dorothy Walton      | Ted Pollock Roy Smith                  | Dorothy Walton Evelyn Roberts         | Grant Henry Evelyn Roberts        |
| 1948      | Dick Birch         | Joan Hennessy       | Ted Pollock Roy Smith                  | Dorothy Walton Evelyn Roberts         | Dick Birch Evelyn Roberts         |
| 1949      | Ted Pollock        | Barbara Ince        | Ted Pollock Peter Purcival             | Joan Hennessy Evelyn Roberts          | Jack Muir Evelyn Roberts          |
| 1950      | Donald Smythe      | Joan Warren         | Budd Porter Dick Birch                 | Joan Hennessy Evelyn Roberts          | Dick Birch Evelyn Roberts         |
| 1951      | Beverley Westcott  | Marjory Shedd       | Budd Porter Donald Smythe              | Joan Hennessy Evelyn Roberts          | Dick Birch Evelyn Roberts         |
| 1952      | Donald Smythe      | Marjory Shedd       | Gordon C. Simpson Dick Birch           | Barbara Ince Joan Warren              | Dick Birch Barbara Ince           |
| 1953      | Donald Smythe      | Marjory Shedd       | Budd Porter Donald Smythe              | Joan Hennessy Marjory Shedd           | Dick Birch Barbara Ince           |
| 1954      | Donald Smythe      | Marjory Shedd       | Budd Porter Donald Smythe              | Joan Hennessy Marjory Shedd           | Dick Sebben Edith Marshall        |
| 1955      | Donald Smythe      | Marjory Shedd       | Bill Purcell Dick Sebben               | Joan Hennessy Marjory Shedd           | Bill Purcell Marjory Shedd        |
| 1956      | Peter Ferguson     | Marjory Shedd       | Bill Purcell Dick Sebben               | Joan Hennessy Marjory Shedd           | Bill Purcell Marjory Shedd        |
| 1957      | Beverley Westcott  | Marjory Shedd       | Budd Porter Donald Smythe              | Joan Hennessy Marjory Shedd           | Bill Purcell Marjory Shedd        |
| 1958      | James Carnwath     | Marjory Shedd       | Bill Purcell Dick Sebben               | Joan Hennessy Marjory Shedd           | Bill Purcell Marjory Shedd        |
| 1959      | James Carnwath     | Marjory Shedd       | Herb Kirkconnell Jack Martin           | Joan Hennessy Marjory Shedd           | Bill Purcell Marjory Shedd        |
| 1960      | Finn Stender       | Marjory Shedd       | James Carnwath Beverley Westcott       | Dorothy Tinline Marjory Shedd         | James Carnwath Marjory Shedd      |
| 1961      | James Carnwath     | Marjory Shedd       | James Carnwath Peter Ferguson          | Dorothy Tinline Marjory Shedd         | James Carnwath Marjory Shedd      |
| 1962      | Ed Yablonski       | Marjory Shedd       | James Carnwath Peter Ferguson          | Dorothy Tinline Marjory Shedd         | Bill Purcell Marjory Shedd        |
| 1963      | James Carnwath     | Marjory Shedd       | Herb Kirkconnell Bob Williams          | Dorothy Tinline Marjory Shedd         | Jim Lynch Edith Marshall          |
| 1964      | James Carnwath     | Dorothy Tinline     | Herb Kirkconnell Bob Williams          | Dorothy Tinline Bev Chittick          | Ray Cornish Bev Chittick          |
| 1965      | Ed Yablonski       | Sharon Whittaker    | John Holehouse Ed Yablonski            | Dorothy Tinline Marjory Shedd         | James Carnwath Marjory Shedd      |
| 1966      | James Carnwath     | Sharon Whittaker    | James Carnwath Peter Ferguson          | Dorothy Tinline Marjory Shedd         | James Carnwath Marjory Shedd      |
| 1967      | John Holehouse     | Sharon Whittaker    | Dave Charron Jim Lynch                 | Dorothy Tinline Marjory Shedd         | Jim Lynch Nancy Lynch             |
| 1968      | Jim Lynch          | Nancy McKinley      | Dave Charron Jim Lynch                 | Dorothy Tinline Marjory Shedd         | James Carnwath Marjory Shedd      |
| 1969      | Non Riley          | Nancy McKinley      | Tom Carmichael Jim Lynch               | Barbara Hood Marjory Shedd            | Jim Lynch Nancy Lynch             |
| 1970      | Ed Yablonski       | Nancy McKinley      | Ed Yablonski Jim Lynch                 | Barbara Hood Marjory Shedd            | Dave Charron Nancy McKinley       |
| 1971      | Jamie Paulson      | Nancy McKinley      | Dave Charron Jim Lynch                 | Jennifer Dakin Nancy McKinley         | Jim Lynch Nancy Lynch             |
| 1972      | Ken Delf           | Nancy McKinley      | Dave Charron Jim Lynch                 | Jennifer Dakin Nancy McKinley         | Jim Lynch Marjory Shedd           |
| 1973      | Jamie McKee        | Nancy McKinley      | Dave Gibson Jamie McKee                | Barbara Welch Nancy McKinley          | Jim Lynch Marjory Shedd           |
| 1974      | Jamie McKee        | Barb O’Brien        | Jim Lynch Jamie McKee                  | Barb O’Brien-Jewett Marjory Shedd     | Jim Lynch Marjory Shedd           |
| 1975      | Jamie McKee        | Sally Dakin         | Raphi Kanchanaraphi Tom Muir           | Barbara Welch Marjory Shedd           | Raphi Kanchanaraphi Barbara Welch |
| 1976      | Jamie McKee        | Anne Frickleton     | Raphi Kanchanaraphi Tom Muir           | Barb O’Brien-Jewett Lynn Goudie       | Lucio Fabris Lillian Cozzarini    |
| 1977      | Jamie McKee        | Barb O’Brien        | Raphi Kanchanaraphi Soonchai Akyapisut | Barbara Welch Jennifer Aziz           | Keith Priestman Barbara Welch     |
| 1978      | Jamie McKee        | Linda Morden        | Raphi Kanchanaraphi Soonchai Akyapisut | Sally Dakin Jennifer Aziz             | Dhansukh Panchal Wendy D’Souza    |
| 1979      | Keith Priestman    | Barb O’Brien        | James Muir Keith Priestman             | Barb O’Brien-Jewett Lynn Goudie       | Ross Clarke Cathy Clarke          |
| 1980      | Jamie McKee        | Sally Dakin         | Raphi Kanchanaraphi Jamie McKee        | Ann Yacyshyn Cathy Clarke             | Ross Clarke Cathy Clarke          |
| 1981      | Jamie McKee        | Margot Quinn        | Raphi Kanchanaraphi Jamie McKee        | Sally Dakin Jennifer Aziz             | Mike Colic Ellen Connolly         |
| 1982      | Jamie McKee        | Susan Heatherington | Keith Priestman John Czich             | Janette Martin Sue Heatherington      | Saj Malik Ann Yacyshyn            |
| 1983      | John Czich         | Claire Allison      | Raphi Kanchanaraphi Ross Clarke        | Ann Yacyshyn Claire Allison           | Jeff Goldsworthy Sharon Rice      |
| 1984      | Jamie McKee        | Susan Heatherington | Mike deBelle Mike Bitten               | Barb O’Brien-Jewett Sue Heatherington | Saj Malik Ann Yacyshyn            |
| 1985      | Jamie McKee        | Sally Brinsmead     | Paul Johnson Pat Tryon                 | June Saunders Ellen Connolly          | Paul Johnson Maureen McSpadyen    |
| 1986      | Keith Priestman    | Ingrid Fairbrother  | Ross Clarke Jamie McKee                | Ingrid Fairbrother Mellisa Gallo      | Saj Malik Tracy McGowan           |
| 1987      | Jamie McKee        | Ingrid Fairbrother  | Mike deBelle Mike Bitten               | Sandra Stapleton Diane McLeod         | John Wright Sandra Stapleton      |
| 1988      | Bryan Blanshard    | Ingreid Fairbrother | Ross Clarke Jamie McKee                | Ingrid Fairbrother Mellisa Gallo      | John Wright Sandra Stapleton      |
| 1989      | John Wright        | Ingrid Fairbrother  | Satish Menon Saj Malik                 | Sandra Stapleton Mellisa Gallo        | Satish Menon Robbyn Hermitage     |
| 1990      | John Wright        | Claire Allison      | Satish Menon Saj Malik                 | Sandra Stapleton Claire Allison       | John Wright Tracy McGowan         |
| 1991      | John Wright        | Beth Richardson     | Bryan Blanshard Mike Bitten            | Sarah Gibbings Beth Richardson        | John Wright Mellisa Gallo         |
| 1992      | Mike Beres         | Sarah Gibbings      | Satish Menon Saj Malik                 | Charmaine Reid Kathleen Hunt          | Kyle Hunter Sarah Gibbings        |
| 1993      | Bryan Blanshard    | Yung Yu             | Bryan Blanshard John Wright            | May Chang Yung Yu                     | Mike Beres Beth Richardson        |
| 1994      | Mike Beres         | Yung Yu             | Mike deBelle Mike Bitten               | Sarah Gibbings Kathleen Hunt          | Satish Menon Kathleen Hunt        |
| 1995      | Mike Beres         | May Chang           | Kyle Hunter Saj Malik                  | May Chang Yung Yu                     | Quang Hoang Yung Yu               |
| 1996      | Bryan Blanshard    | Caroline Gibbings   | Mike deBelle Bryan Blanshard           | Caroline Gibbings Cindy Arthur        | Bryan Blanshard Sarah Gibbings    |
| 1997      | Stuart Arthur      | Caroline Gibbings   | Lance Hunter Kyle Hunter               | Caroline Gibbings Cindy Arthur        | Stuart Arthur Cindy Arthur        |
| 1998      | Andrew Dabeka      | Cindy Arthur        | Darren McVicar Arne Rungi              | Beverly Tang Choon Yung Yu            | Stuart Arthur Cindy Arthur        |
| 1999      | Stuart Arthur      | Edith Chow          | Darren McVicar Arne Rungi              | Sarah Gibbings Kathleen Hunt          | Eric Nilsson Kathleen Hunt        |
| 2000      | Stuart Arthur      | Laura McKerrall     | Lance Hunter Kyle Hunter               | Laura McKerral Helen Nichol           | Darren McVicar Sarah Gibbings     |
| 2001      | Stuart Arthur      | Laura McKerrall     | Lance Hunter Kyle Hunter               | Laura McKerrall Valérie Loker         | Mike Beres Sarah Gibbings         |
| 2002      | Lance Hunter       | Jennifer Lam        | Lance Hunter Brian Prevoe              | Sarah Gibbings Jennifer Lam           | Brian Prevoe Laura McKerrall      |
| 2003      | Mike Beres         | Stephanie Ko        | Troy Chandra Stuart Arthur             | Sarah Gibbings Jennifer Lam           | Mike Beres Sarah Gibbings         |
| 2004      | Lance Hunter       | Joycelyn Ko         | Troy Chandra Stuart Arthur             | Joycelyn Ko Cathy Chow                | Daniel Woo Cathy Chau             |
| 2005      | Kyle Hunter        | Joycelyn Ko         | Troy Chandra Stuart Arthur             | Hui Liang Stephanie Ko                | Troy Chandra Hui Liang            |
| 2006      | Brian Prevoe       | Joycelyn Ko         | Kokkee Chen Brian Prevoe               | Ellen Chen Jennifer Lam               | Brian Prevoe Jennifer Lam         |
| 2007      | Mike Beres         | Ellen Chen          | Kokkee Chen Brian Prevoe               | Hui Liang Stephanie Ko                | Brian Prevoe Ellen Chen           |
| 2008      | Joseph Rogers      | Michelle Li         | Kevin Cao Brian Prevoe                 | Alexandra Bruce Michelle Li           | Brian Prevoe Jennifer Lam         |
| 2009      | Charles Pyne       | Joycelyn Ko         | Kevin Cao Brian Prevoe                 | Alexandra Bruce Joycelyn Ko           | Kevin Cao Jennifer Lam            |
| 2010      | Sergiy Shatenko    | Michelle Li         | Patrice Labrosse Joseph Rogers         | Alexandra Bruce Michelle Li           | Kevin Li Alexandra Bruce          |
| 2011      | Timothy Chiu       | Jenn Lam            | Brian Prevoe Raymond Wong              | Jenn Lam Katie Dejak                  | Joshua Hurlburt-Yu Renee Yip      |
| 2012      | Nyl Yakura         | Bethany So          | Nyl Yakura Andika Yong                 | Bethany So Tracy Wong                 | Nyl Yakura Brittney Tam           |
| 2013      | Jason Ho-Shue      | Brittney Tam        | Yoga Ukikasah Nandang Arif Saputra     | Joanne Chen Michelle Yeemin Tong      | Joshua Hurlburt-Yu Brittney Tam   |
| 2014      | Joshua Yu          | Rachel Honderich    | Kevin Li Nyl Yakura                    | Rachel Honderich Danica Lau           | Nyl Yakura Michelle Tong          |
| 2015      | Jason Ho-Shue      | Katie C Ho-Shue     | Jason Ho-Shue Jonathan Lai             | Katie Ho-Shue Vania Wu                | Joshua Yu Bethany So              |
| 2016      | Jason Ho-Shue      | Olivia Lei          | Nicky Ye Min Aung Adam Xingyu Dong     | Olivia Lei Zhou Yan                   | Adam Xingyu Dong Olivia Lei       |
| 2017 2021 | nicht ausgetragen  | nicht ausgetragen   | nicht ausgetragen                      | nicht ausgetragen                     | nicht ausgetragen                 |

## Die Seniorentitelträger

### O35
| Saison | Herreneinzel        | Dameneinzel       | Herrendoppel                        | Damendoppel                      | Mixed                               |
| ------ | ------------------- | ----------------- | ----------------------------------- | -------------------------------- | ----------------------------------- |
| 1978   | Ray Cornish         | Dorothy Tinline   | Ray Cornish Bill Parkes             | Claire Bowyer Alice Woodhams     | Tom Weir Dorothy Tinline            |
| 1979   | Raphi Kanchanaraphi | Dorothy Tinline   | Raphi Kanchanaraphi H. B. MacDonald | Dorothy Tinline Nancy Lynch      | Raphi Kanchanaraphi Dorothy Tinline |
| 1980   | Dhan Khare          | Sally Gadd        | Dhan Khare Ray Cornish              | Sally Gadd Nancy Lynch           | Vic Date Sally Gadd                 |
| 1981   | Raphi Kanchanaraphi | Sally Gadd        | Jim Sydie Ed Yablonski              | Sally Gadd June Saunders         | Raphi Kanchanaraphi Dorothy Tinline |
| 1982   | Dhan Khare          | Barbara Jewett    | Paul Alexander Vic Date             | Anne Yacyshyn Barbara Jewett     | Tony Garcia Sally Gadd              |
| 1983   | Dhan Khare          | Sally Gadd        | Jim Lynch Gord Wade                 | Sally Gadd June Saunders         | Jim Lynch Nancy Lynch               |
| 1984   | Wayne Macdonnell    | Sally Gadd        | Wayne Macdonnell Ed Yablonski       | Sally Gadd June Saunders         | Jim Lynch Nancy Lynch               |
| 1985   | Wayne Macdonnell    | Sally Gadd        | Jim Lynch John Gilbert              | Sally Gadd June Saunders         | Jim Lynch Nancy Lynch               |
| 1986   | Ian Bishop          | nicht ausgetragen | Bob Lecompte Chris Williams         | Sally Gadd June Saunders         | Ian Bishop June Saunders            |
| 1987   | Andre Rivard        | nicht ausgetragen | Dave Holt Roy Yakura                | Cathy Spencer Wendy Whitwham     | Dave Holt Marlene Gacser            |
| 1988   | Andre Rivard        | nicht ausgetragen | Bill Thompson Bill Brennan          | Anne Yacyshyn June Saunders      | Ian Bishop June Saunders            |
| 1989   | Jamie McKee         | nicht ausgetragen | Rex Moore Jamie McKee               | Sue Truscott Sandra Stevenson    | Greg Carter Judi Rollick            |
| 1990   | Ian Bishop          | Sally Brinsmead   | Mike Van Glen Prevoe                | Jennifer Aziz Sally Brinsmead    | Ian Bishop June Saunders            |
| 1991   | Ian Bishop          | Sally Brinsmead   | Bill Thompson Bill Brennan          | Wendy Mabson Sally Brinsmead     | Bill Thompson Wendy Mabson          |
| 1992   | Ross Clarke         | Penny Parkes      | Ross Clarke Jamie McKee             | Ellen Connelly Mona Panchal      | Ron Taylor Penny Parkes             |
| 1993   | Ross Clarke         | Penny Parkes      | Ross Clarke Jamie McKee             | Anne Yacyshyn June Saunders      | Ross Clarke Ellen Connelly          |
| 1994   | Ross Clarke         | Sally Brinsmead   | Ross Clarke Jamie McKee             | Jennifer Aziz Sally Brinsmead    | Dansukh Panchal Anne Yacyshyn       |
| 1995   | Jamie McKee         | Penny Parkes      | Ross Clarke Jamie McKee             | Sharon Rice Penny Parkes         | Ross Clarke Penny Parkes            |
| 1996   | Ross Clarke         | nicht ausgetragen | Ross Clarke Jamie McKee             | Anne Yacyshyn Jennifer Panchal   | Steve McCoy Debbie McCoy            |
| 1997   | Jeff Goldsworthy    | Penny Parkes      | Jeff Goldsworthy Ron Taylor         | Sharon Rice Penny Parkes         | Sajjad Malik Penny Parkes           |
| 1998   | Jeff Goldsworthy    | Sharon Rice       | Jeff Goldsworthy Ron Taylor         | Cindy Newman M. Wellman          | Jeff Goldsworthy Lisa Vanderwoude   |
| 1999   | Jeff Goldsworthy    | Lisa Vanderwoude  | Jeff Goldsworthy Ron Taylor         | Sharon Rice Penny Parkes         | Ron Taylor Sharon Rice              |
| 2000   | Jeff Goldsworthy    | Cindy Newman      | Jeff Goldsworthy Ron Taylor         | C. Huff Cathie Simon             | Jaimie Hurlburt Cathie Simon        |
| 2001   | Marc Hurtubise      | Cindy Newman      | Jeff Goldsworthy Ron Taylor         | C. Huff Cathie Simon             | Jeff Goldsworthy C. Huff            |
| 2002   | John Wright         | Cindy Newman      | John Wright Sajjad Malik            | Sharon Rice Penny Parkes         | Sajjad Malik Penny Parkes           |
| 2003   | Ed Synowiki         | Angela Bukowski   | Steve McCoy Chris Dorey             | Nancy Lyew Teresa Prevoe         | Chris Dorey Wendy Howe              |
| 2004   | Mark Krempien       | nicht ausgetragen | Steve McCoy Chris Dorey             | Cindy Newman Wendy Howe          | Jeff Goldsworthy Debbie McCoy       |
| 2005   | Ernest Nketiah      | Maria Cheah       | Ed Synowiki Greg Synowiki           | Hui Liang Sonja Chong            | Chris Dorey Yiwen Jiang             |
| 2006   | Ernest Nketiah      | Yu Yung           | Ian Wu Quang Hoang                  | Robbyn Hermitage Yu Yung         | Ian Wu Robbyn Hermitage             |
| 2007   | Quang Hoang         | Stacey Murty      | Chris Dorey Mike Levasseur          | Hui Liang Stacey Murty           | Kwong Yiu Ng Hui Liang              |
| 2008   | Quang Hoang         | nicht ausgetragen | Quang Hoang Ian Wu                  | Debbie McCoy Yu Yung             | Quang Hoang Yu Yung                 |
| 2009   | Quang Hoang         | Yu Yung           | Kevin Carscadden Peter Willson      | Teresa Prevoe Yu Yung            | Quang Hoang Yu Yung                 |
| 2010   | nicht ausgetragen   | nicht ausgetragen | Clovis Mclaughlin Ernest Nketiah    | Mei Dent Anne Lim                | Len Carter Sheilagh O’Driscoll      |
| 2011   | Mark Krempien       | nicht ausgetragen | Eduardo Gregorio Garnet Shawn Lucas | Yiwen Jiang Min Zhao             | Chris Dorey Yiwen Jiang             |
| 2012   | nicht ausgetragen   | Tracy Kavanagh    | Quang Hoang Ian Wu                  | Teresa Prevoe Heather Van Patter | Quang Hoang Virginia Young          |
| 2013   | Gary Wan            | Heather Dart      | Len Carter Garnet Shawn Lucas       | Sarah Ball Debbie McCoy          | John Wright Sarah Ball              |
| 2014   | Gary Wan            | Dongxia Liu       | Sajjad Malik John Wright            | Debbie McCoy Penny Parkes        | John Wright Sarah Ball              |
| 2015   | Effendy Widjaja     | Dongxia Liu       | Ian Assing Gary Wan                 | Yiwen Jiang Debbie McCoy         | Gary Wan Tracy Kavanagh             |
| 2016   | Quang Hoang         | Dongxia Liu       | Garnet Shawn Lucas John Mullin      | Maria Cheng Heather Dart         | Quang Hoang Maria Cheng             |

### O40
| Saison | Herreneinzel     | Dameneinzel        | Herrendoppel                         | Damendoppel                      | Mixed                                   |
| ------ | ---------------- | ------------------ | ------------------------------------ | -------------------------------- | --------------------------------------- |
| 1978   | Bill Waterbury   | Dorothy Tinline    | Bill Waterbury Sid Dakin             | Claire Bowyer Dorothy Tinline    | Tom Graham Dorothy Tinline              |
| 1979   | Ralph Wintle     | Dorothy Tinline    | Peter Macpherson St. Clair Smith     | Claire Bowyer Dorothy Tinline    | St. Clair Smith Claire Bowyer           |
| 1980   | Ralph Wintle     | Dorothy Tinline    | Tom Graham Bill Waterbury            | Claire Bowyer Dorothy Tinline    | Tom Graham Dorothy Tinline              |
| 1981   | Norm James       | Dorothy Tinline    | Alistair MacLachlan Ron Morris       | Claire Bowyer Dorothy Tinline    | St. Clair Smith Claire Bowyer           |
| 1982   | Ray Cornish      | Dorothy Tinline    | St. Clair Smith Ray Cornish          | Claire Bowyer Dorothy Tinline    | Ray Cornish Doreen Reddoch              |
| 1983   | Ray Cornish      | Dorothy Tinline    | St. Clair Smith Ray Cornish          | Claire Bowyer Dorothy Tinline    | Ray Cornish Doreen Reddoch              |
| 1984   | Mark James       | Dorothy Tinline    | Mark Grantham Alistair MacLachlan    | Claire Bowyer Dorothy Tinline    | St. Clair Smith Claire Bowyer           |
| 1985   | Ken Money        | Claire Bowyer      | Ray Cornish St. Clair Smith          | Claire Bowyer Dorothy Tinline    | St. Clair Smith Claire Bowyer           |
| 1986   | Bob MacDougall   | Margaret Stewart   | Tony Garcia Cyril Hayde              | Claire Bowyer Marg Thom          | Tony Garcia Marg Thom                   |
| 1987   | Wayne Macdonnell | Anne Khare         | Molson Robertson Raphi Kanchanaraphi | Anne Khare Marg Thom             | Tony Garcia Marg Thom                   |
| 1988   | Ian Bishop       | Ann Buckley        | Molson Robertson Raphi Kanchanaraphi | Anne Yacyshyn June Saunders      | Bob MacDougall June Saunders            |
| 1989   | Ian Bishop       | nicht ausgetragen  | Kim Ng Dave Holt                     | nicht ausgetragen                | Ian Bishop June Saunders                |
| 1990   | Ian Bishop       | Ann Buckley        | Kim Ng Dave Holt                     | Wendy Whitwham Cathy Spencer     | Ian Bishop June Saunders                |
| 1991   | Ian Bishop       | Ann Buckley        | Art Krahn Jason L'Abbe               | Ann Buckley Marg Thom            | Ian Bishop June Saunders                |
| 1992   | Ross Clarke      | nicht ausgetragen  | Roy Yakura Dave Holt                 | Jennifer Aziz Ellen Connelly     | Ian Bishop June Saunders                |
| 1993   | Jamie McKee      | nicht ausgetragen  | Art Krahn Mike Mixer                 | Anne Yacyshyn June Saunders      | Ian Bishop June Saunders                |
| 1994   | Jamie McKee      | nicht ausgetragen  | Noel D’Souza Gary Helmkay            | Anne Yacyshyn June Saunders      | Bill Thompson Wendy Mabson              |
| 1995   | Dan Wintle       | nicht ausgetragen  | Raphi Kanchanaraphi Jamie McKee      | Lynne Burns June Saunders        | Ian Bishop June Saunders                |
| 1996   | Jamie McKee      | nicht ausgetragen  | Len Dubecki Jamie McKee              | Anne Yacyshyn June Saunders      | Dansukh Panchal Anne Yacyshyn           |
| 1997   | Ian Bishop       | nicht ausgetragen  | Ron Taylor Len Dubecki               | Carol Heimpel Carol Burton       | Ron Taylor Penny Parkes                 |
| 1998   | Len Dubecki      | nicht ausgetragen  | Ron Taylor Len Dubecki               | M. Wellman Cindy Newman          | Len Dubecki Sharon Rice                 |
| 1999   | Seng Vang        | Cindy Newman       | Gary Helmkay Mike Van                | Sharon Rice Penny Parkes         | Ron Taylor Penny Parkes                 |
| 2000   | Bill Yeates      | Cathie Simon       | Jeff Goldsworthy Ron Taylor          | Barb Hopkins Cindy Stuart        | Phil Martin Barb Hopkins                |
| 2001   | Seng Vang        | Cindy Newman       | Jeff Goldsworthy Ron Taylor          | C. Huff Cathie Simon             | Jeff Goldsworthy C. Huff                |
| 2002   | Chris Dorey      | Penny Parkes       | Steve McCoy Sajjad Malik             | Sharon Rice Penny Parkes         | Jeff Goldsworthy Sharon Rice            |
| 2003   | Chris Dorey      | Cindy Newman       | Steve McCoy Chris Dorey              | Maria Cheah Cindy Newman         | Chris Dorey Maria Cheah                 |
| 2004   | Chris Dorey      | nicht ausgetragen  | Jeff Goldsworthy Ron Taylor          | Debbie McCoy Mary Pat Young      | Chris Dorey Teresa Prevoe               |
| 2005   | Eric Battersby   | Louise Tam         | Jeff Goldsworthy Ron Taylor          | Angela Bukowski Sally Dakin      | Jeff Goldsworthy Debbie McCoy           |
| 2006   | Ed Synowiki      | Cindy Newman       | Jeff Goldsworthy Ron Taylor          | Debbie McCoy Jennifer Aziz       | Jeff Goldsworthy Debbie McCoy           |
| 2007   | Mark Krempien    | Louise Tam         | Chris Dorey Mike Levasseur           | Debbie McCoy Penny Parkes        | Mike Levasseur Angela Bukowski          |
| 2008   | Len Carter       | Yu Yung            | Jeff Goldsworthy Ron Taylor          | Debbie McCoy Sally Dakin         | Glen Prevoe Teresa Prevoe               |
| 2009   | Ma Chun-Shun     | Yu Yung            | Jeff Goldsworthy Keith Priestman     | Debbie McCoy Penny Parkes        | Sajjad Malik Penny Parkes               |
| 2010   | Keith Priestman  | Mei Dent           | Len Carter Ernest Nketiah            | Debbie McCoy Penny Parkes        | Keith Priestman Penny Parkes            |
| 2011   | Mark Krempien    | Yu Yung            | Pat Cassano Sabino Maione            | Yiwen Jiang Min Zhao             | Chris Dorey Min Zhao                    |
| 2012   | Quang Hoang      | nicht ausgetragen  | Quang Hoang Ian Wu                   | Sarah Ball Debbie McCoy          | Quang Hoang Virginia Young              |
| 2013   | Ernest Nketiah   | Anne Lim           | Len Carter Garnet Shawn Lucas        | Teresa Prevoe Heather Van Patter | Ernest Nketiah Cindy Newman             |
| 2014   | Prem R Banerjee  | nicht ausgetragen  | Sajjad Malik Steve McCoy             | Sarah Ball Yiwen Jiang           | Chris Dorey Yiwen Jiang                 |
| 2015   | Chuck Hoang      | Jennie Lai Chun Yu | Mustansar Billah Nasir Saeed         | Josephine Lim Cathy Mingyu Wang  | Richard Gabriel Tremblay Virginia Young |
| 2016   | John Mullin      | nicht ausgetragen  | Quang Hoang Ian Wu                   | Sarah H. C. Khoo Dongxia Liu     | Ian Wu Dongxia Liu                      |

### O45
| Saison | Herreneinzel      | Dameneinzel        | Herrendoppel                               | Damendoppel                         | Mixed                         |
| ------ | ----------------- | ------------------ | ------------------------------------------ | ----------------------------------- | ----------------------------- |
| 1997   | Molson Robertson  | nicht ausgetragen  | Wayne Macdonnell Gord Wade                 | Val Butler Marg Thom                | Wayne Macdonnell Marg Thom    |
| 1998   | Ian Bishop        | nicht ausgetragen  | Bill Thompson Bill Brennan                 | Carol Heimpel Wendy Mabson          | Bill Thompson Wendy Mabson    |
| 1999   | Ian Bishop        | Lynne Burns        | Mike Mixer Gary Helmkay                    | Karen Jackson G. Huang              | Ian Bishop June Saunders      |
| 2000   | Ian Bishop        | nicht ausgetragen  | Keith Arthur Graham Simm                   | Cathy Spencer Wendy Whitwham        | Keith Arthur Jennifer Aziz    |
| 2001   | Ian Bishop        | nicht ausgetragen  | Gary Helmkay Mike Van                      | Lyn Thompson G. Huang               | Bill Thompson Wendy Mabson    |
| 2002   | Ian Bishop        | nicht ausgetragen  | Ron Taylor Glen Prevoe                     | Val Butler Wendy Mabson             | Mike Mixer Val Butler         |
| 2003   | Louis Brazeau     | Cindy Newman       | Gary Helmkay Mike Van                      | Cindy Newman M. Wellman             | Bill Thompson Wendy Mabson    |
| 2004   | Chris Dorey       | Cindy Newman       | Chris Dorey Bharat Parmar                  | nicht ausgetragen                   | Bill Thompson Wendy Mabson    |
| 2005   | Chris Dorey       | Cindy Newman       | Jeff Goldsworthy Ron Taylor                | Jennifer Aziz Marlene Mader         | Chris Dorey Debbie McCoy      |
| 2006   | John Lee          | Cindy Newman       | Jeff Goldsworthy Ron Taylor                | Sally Dakin Marlene Mader           | Jeff Goldsworthy Debbie McCoy |
| 2007   | Jeff Goldsworthy  | Cindy Newman       | Jeff Goldsworthy Ron Taylor                | Eva Karwowski Marlene Mader         | Jeff Goldsworthy Debbie McCoy |
| 2008   | Jeff Goldsworthy  | Cindy Newman       | Jeff Goldsworthy Ron Taylor                | Lori Davis Lisa Risebrough          | Ron Taylor Sally Dakin        |
| 2009   | Jeff Goldsworthy  | Sally Dakin        | Jeff Goldsworthy Ron Taylor                | Debbie McCoy Penny Parkes           | Sajjad Malik Penny Parkes     |
| 2010   | Boris Chiu        | nicht ausgetragen  | John Hunter Ron Taylor                     | Debbie McCoy Penny Parkes           | Jeff Goldsworthy Penny Parkes |
| 2011   | Jeff Goldsworthy  | nicht ausgetragen  | Chris Dorey Steve McCoy                    | Debbie McCoy Penny Parkes           | Jeff Goldsworthy Penny Parkes |
| 2012   | John Wright       | Cindy Newman       | Sajjad Malik John Wright                   | Sarah Ball Debbie McCoy             | Glen Prevoe Teresa Prevoe     |
| 2013   | Jeff Goldsworthy  | nicht ausgetragen  | Jeff Goldsworthy Ron Taylor                | Angela Bukowski Sheilagh O’Driscoll | John Wright Sarah Ball        |
| 2014   | nicht ausgetragen | Jennie Lai Chun Yu | Clovis Mclaughlin Richard Gabriel Tremblay | Angela Bukowski Sheilagh O’Driscoll | Chris Dorey Debbie McCoy      |
| 2015   | Ma Chun-Shun      | Jennie Lai Chun Yu | Clovis Mclaughlin Richard Gabriel Tremblay | nicht ausgetragen                   | Chris Dorey Yiwen Jiang       |
| 2016   | Shane Donovan     | nicht ausgetragen  | Quang Hoang Ian Wu                         | Maria Cheng Sarah H. C. Khoo        | Quang Hoang Maria Cheng       |

### O50
| Saison | Herreneinzel      | Dameneinzel       | Herrendoppel                               | Damendoppel                          | Mixed                                 |
| ------ | ----------------- | ----------------- | ------------------------------------------ | ------------------------------------ | ------------------------------------- |
| 1985   | Ford Morgan       | nicht ausgetragen | Tom Graham Gord Morgan                     | Claire Bowyer Dorothy Tinline        | Tom Graham Dorothy Tinline            |
| 1986   | Ken Money         | Dorothy Tinline   | James Carnwath George Long                 | Claire Bowyer Dorothy Tinline        | Ray Cornish Doreen Reddoch            |
| 1987   | Ken Money         | nicht ausgetragen | Mark Grantham Alistair MacLachlan          | Claire Bowyer Dorothy Tinline        | Mark Grantham Shirley Froese          |
| 1988   | Ken Money         | nicht ausgetragen | Raphi Kanchanaraphi Bruce McDonald         | Maria Cardno Shirley Froese          | Ray Cornish Irene Olley               |
| 1989   | Ken Money         | nicht ausgetragen | nicht ausgetragen                          | nicht ausgetragen                    | nicht ausgetragen                     |
| 1990   | Dhan Khare        | nicht ausgetragen | Raphi Kanchanaraphi G. Tan                 | Pat Eldridge Maria Cardno            | Ed Whiteside Maria Cardno             |
| 1991   | Wilf Côté         | nicht ausgetragen | Paul Alexander Vic Date                    | M. Boudreau Shirley Froese           | Mark Grantham Shirley Froese          |
| 1992   | Wilf Côté         | nicht ausgetragen | Paul Alexander Vic Date                    | Pat Eldridge Maria Cardno            | Tony Garcia Shirley Froese            |
| 1993   | Wayne Macdonnell  | Solanges Côté     | Wilf Côté Tony Garcia                      | Pat Eldridge Maria Cardno            | Solanges Côté Wilf Côté               |
| 1994   | Gord Wade         | nicht ausgetragen | Paul Alexander Vic Date                    | Pat Eldridge Maria Cardno            | Paul Alexander Joan Bell              |
| 1995   | Molson Robertson  | Anne Khare        | Molson Robertson Raphi Kanchanaraphi       | Val Butler Claire Hanson             | Raphi Kanchanaraphi Karen Jackson     |
| 1996   | Molson Robertson  | nicht ausgetragen | Paul Alexander Vic Date                    | Val Butler Claire Hanson             | Paul Alexander Val Butler             |
| 1997   | Molson Robertson  | nicht ausgetragen | Wayne Macdonnell Gord Wade                 | Val Butler Marg Thom                 | Wayne Macdonnell Marg Thom            |
| 1998   | Ian Bishop        | nicht ausgetragen | Molson Robertson Dave Holt                 | Pat Eldridge Wendy Whitwham          | Bill Mason Karen Jackson              |
| 1999   | Ian Bishop        | nicht ausgetragen | Paul Alexander Dave Holt                   | Karen Jackson G. Huang               | Ian Bishop June Saunders              |
| 2000   | Ian Bishop        | nicht ausgetragen | Wayne Macdonnell Bill Mason                | Karen Jackson G. Huang               | Ian Bishop June Saunders              |
| 2001   | Ian Bishop        | nicht ausgetragen | Ian Bishop Dave Holt                       | nicht ausgetragen                    | Ian Bishop Val Butler                 |
| 2002   | Ian Bishop        | nicht ausgetragen | Ian Bishop Mike Mixer                      | nicht ausgetragen                    | Ian Bishop Val Butler                 |
| 2003   | Ian Bishop        | nicht ausgetragen | Mike Mixer Glen Prevoe                     | Val Butler Wendy Mabson              | Glen Prevoe Joanne Sullivan           |
| 2004   | Ian Bishop        | nicht ausgetragen | Bill Thompson Bill Brennan                 | Val Butler Wendy Mabson              | Bill Thompson Wendy Mabson            |
| 2005   | Ian Bishop        | nicht ausgetragen | Gary Helmkay Mike Van                      | nicht ausgetragen                    | Gary Helmkay Jennifer Aziz            |
| 2006   | Ian Bishop        | nicht ausgetragen | Gary Helmkay Mike Van                      | Susan Yakura Susan Mussakowski       | Gary Helmkay Jennifer Aziz            |
| 2007   | Ian Bishop        | nicht ausgetragen | Bill Thompson Bill Brennan                 | Marlene Mader Susan Mussakowski      | Ron Taylor Sally Dakin                |
| 2008   | Gary Helmkay      | nicht ausgetragen | Michel Houle Clovis McLaughlin             | Cindy Newman Marlene Mader           | Ron Taylor Sally Dakin                |
| 2009   | Keith Priestman   | nicht ausgetragen | Gary Helmkay Mike Van                      | Cindy Newman Marlene Mader           | Ron Taylor Sally Dakin                |
| 2010   | Jeff Goldsworthy  | nicht ausgetragen | Jeff Goldsworthy Ron Taylor                | Marlene Elizabeth Mader Cindy Newman | Bill Thompson Marlene Mader           |
| 2011   | Dan Hui Li        | nicht ausgetragen | Jeff Goldsworthy Ron Taylor                | Jennifer Evelyn Aziz Sally Dakin     | Ron Taylor Debbie McCoy               |
| 2012   | Jeff Goldsworthy  | nicht ausgetragen | Sajjad Malik Steve McCoy                   | Marlene Mader Cindy Newman           | Jeff Goldsworthy Debbie McCoy         |
| 2013   | nicht ausgetragen | nicht ausgetragen | Jeff Goldsworthy Ron Taylor                | nicht ausgetragen                    | Ron Taylor Debbie McCoy               |
| 2014   | Boris Chiu        | nicht ausgetragen | Clovis Mclaughlin Richard Gabriel Tremblay | Eva Karwowski Sheilagh O’Driscoll    | Clovis Mclaughlin Sheilagh O’Driscoll |
| 2015   | Ma Chun-Shun      | nicht ausgetragen | Chris Dorey Steve McCoy                    | Linda Lee Pauline B. Y. Wu           | Chris Dorey Debbie McCoy              |
| 2016   | Shane Donovan     | Janette Watt      | Jeff Goldsworthy Steve McCoy               | Cindy Newman Janette Watt            | Steve McCoy Debbie McCoy              |

### O55
| Saison | Herreneinzel      | Dameneinzel       | Herrendoppel                       | Damendoppel                  | Mixed                                        |
| ------ | ----------------- | ----------------- | ---------------------------------- | ---------------------------- | -------------------------------------------- |
| 1998   | Gord Wade         | nicht ausgetragen | Wayne Macdonnell Gord Wade         | nicht ausgetragen            | nicht ausgetragen                            |
| 1999   | Gord Wade         | nicht ausgetragen | Wayne Macdonnell Gord Wade         | nicht ausgetragen            | Tosh Uyeda Marge Uyeda                       |
| 2000   | Molson Robertson  | nicht ausgetragen | Wayne Macdonnell Gord Wade         | Val Butler Karen Jackson     | Wayne Macdonnell Karen Jackson               |
| 2001   | Bill Mason        | nicht ausgetragen | Bill Mason Molson Robertson        | nicht ausgetragen            | Bill Mason Karen Jackson                     |
| 2002   | Molson Robertson  | nicht ausgetragen | Chak Au Keng Tang                  | nicht ausgetragen            | Molson Robertson Val Butler                  |
| 2003   | Ian Bishop        | nicht ausgetragen | M. Chang Keng Tang                 | Val Butler Joanne Sullivan   | Ian Bishop Val Butler                        |
| 2004   | Ian Bishop        | nicht ausgetragen | Ian Bishop Peter Christensen       | Karen Jackson G. Huang       | Ian Bishop Val Butler                        |
| 2005   | Ian Bishop        | nicht ausgetragen | Chak Au Keng Tang                  | Val Butler Susan McMaster    | Ian Bishop Val Butler                        |
| 2006   | Ian Bishop        | Val Butler        | Ian Bishop Ole Tang                | Val Butler Susan Mussakowski | Ian Bishop Val Butler                        |
| 2007   | Ian Bishop        | nicht ausgetragen | Ian Bishop Peter Christensen       | Val Butler Susan Mussakowski | Ian Bishop Val Butler                        |
| 2008   | Ian Bishop        | nicht ausgetragen | Rav Bains Glen Prevoe              | Val Butler Susan Mussakowski | Ian Bishop Val Butler                        |
| 2009   | Ian Bishop        | nicht ausgetragen | Gary Helmkay Mike Van              | Val Butler Susan Mussakowski | Gary Helmkay Jennifer Aziz                   |
| 2010   | Ian Bishop        | nicht ausgetragen | Joel Barnett Gary Helmkay          | Val Butler Susan Mussakowski | Glen Prevoe Susan Mussakowski                |
| 2011   | Ian Bishop        | nicht ausgetragen | Ole Tang William Reid Thompson     | nicht ausgetragen            | William Reid Thompson Sally Dakin            |
| 2012   | Ian Bishop        | nicht ausgetragen | Clovis Mclaughlin Glen Prevoe      | Jennifer Aziz Marlene Mader  | Dhansukh Panchal Jennifer Aziz               |
| 2013   | Ron Taylor        | nicht ausgetragen | John Hunter Bharat Parmar          | nicht ausgetragen            | nicht ausgetragen                            |
| 2014   | Tom Muir          | nicht ausgetragen | Gary Helmkay Mike van der Schilden | nicht ausgetragen            | Ole Tang Marlene Mader                       |
| 2015   | Tom Muir          | Cindy Newman      | Chris Dorey Steve McCoy            | nicht ausgetragen            | Gary Helmkay Ann Lai Ying Choi               |
| 2016   | nicht ausgetragen | Cindy Newman      | Gary Helmkay Mike van der Schilden | nicht ausgetragen            | Mike van der Schilden Donna van der Schilden |

### O60
| Saison | Herreneinzel      | Dameneinzel       | Herrendoppel                       | Damendoppel                   | Mixed                          |
| ------ | ----------------- | ----------------- | ---------------------------------- | ----------------------------- | ------------------------------ |
| 1987   | Sid Dakin         | Dorothy Tinline   | Sid Dakin Tom Graham               | Betty Forrest Dorothy Tinline | Tom Graham Dorothy Tinline     |
| 1988   | nicht ausgetragen | nicht ausgetragen | Sid Dakin Tom Aikenhead            | nicht ausgetragen             | Sid Dakin Betty Forrest        |
| 1989   | Bob Brooks        | Betty Buck        | Dick Witte Ed McSweeney            | Betty Buck Sheila Paynter     | Bob Brooks Betty Buck          |
| 1990   | Jack Kent         | nicht ausgetragen | N. Grimshaw Jack Kent              | Shigeko Aoki Dorothy Tinline  | Jack Kent Doreen Reddoch       |
| 1991   | Newton Reed       | Doreen Reddoch    | N. Grimshaw Jack Kent              | Helen Suzuki Doreen Reddoch   | D. West P. West                |
| 1992   | Ray Cornish       | nicht ausgetragen | Ray Cornish George Olley           | Helen Suzuki Doreen Reddoch   | Ray Cornish Doreen Reddoch     |
| 1993   | Ray Cornish       | Doreen Reddoch    | Ray Cornish Mark Grantham          | Norma Dadson Doreen Reddoch   | Ray Cornish Doreen Reddoch     |
| 1994   | Ray Cornish       | Doreen Reddoch    | Kaj Eskesen Bob Ewing              | M. Boudreau Doreen Reddoch    | Ray Cornish Doreen Reddoch     |
| 1995   | nicht ausgetragen | nicht ausgetragen | Ray Cornish Mark Grantham          | nicht ausgetragen             | Ray Cornish Doreen Reddoch     |
| 1996   | Ray Cornish       | nicht ausgetragen | Tosh Uyeda Bob Corrigan            | Kay Marshall Shirley Froese   | Mark Grantham Shirley Froese   |
| 1997   | Des Hunt          | nicht ausgetragen | Tosh Uyeda Bob Corrigan            | Marge Uyeda Norma Dadson      | Tosh Uyeda Marge Uyeda         |
| 1998   | Liew Di-Hui       | nicht ausgetragen | Des Hunt Boris Borgstrom           | nicht ausgetragen             | Boris Borgstrom M. Brown       |
| 1999   | Liew Di-Hui       | nicht ausgetragen | Liew Di-Hui Ed Whiteside           | nicht ausgetragen             | Tosh Uyeda Marge Uyeda         |
| 2000   | Liew Di-Hui       | nicht ausgetragen | Tosh Uyeda Bob Corrigan            | nicht ausgetragen             | nicht ausgetragen              |
| 2001   | Liew Di-Hui       | nicht ausgetragen | Liew Di-Hui Ed Whiteside           | Marge Uyeda Pat Eldridge      | Ed Whiteside Pat Eldridge      |
| 2002   | Rainer Schroeder  | nicht ausgetragen | Tosh Uyeda Bob Corrigan            | Marge Uyeda Pat Eldridge      | Ed Whiteside Pat Eldridge      |
| 2003   | Gord Wade         | nicht ausgetragen | nicht ausgetragen                  | Marge Uyeda Pat Eldridge      | Ed Whiteside Pat Eldridge      |
| 2004   | Paul Alexander    | nicht ausgetragen | Tosh Uyeda Bob Corrigan            | Marge Uyeda Pat Eldridge      | Ed Whiteside Pat Eldridge      |
| 2005   | Molson Robertson  | nicht ausgetragen | Wayne Macdonnell Paul Alexander    | Marge Uyeda Pat Eldridge      | Molson Robertson Karen Jackson |
| 2006   | Molson Robertson  | nicht ausgetragen | Wayne Macdonnell Molson Robertson  | Lillian Cree Karen Jackson    | Molson Robertson Karen Jackson |
| 2007   | Molson Robertson  | Val Butler        | Lane Bickel Gord Wade              | Susan McMaster Karen Jackson  | Molson Robertson Val Butler    |
| 2008   | Ian Bishop        | Val Butler        | Lane Bickel Molson Robertson       | Susan McMaster Karen Jackson  | Lane Bickel Karen Jackson      |
| 2009   | Ian Bishop        | nicht ausgetragen | Ian Bishop Peter Christensen       | Susan McMaster Karen Jackson  | Ian Bishop Val Butler          |
| 2010   | Ian Bishop        | nicht ausgetragen | Ian Bishop Peter Christensen       | Karen Jackson Susan McMaster  | Ian Bishop Val Butler          |
| 2011   | Ian Bishop        | nicht ausgetragen | Ian Bishop Peter Christensen       | Karen Jackson Susan McMaster  | Ian Bishop Val Butler          |
| 2012   | Ian Bishop        | nicht ausgetragen | Dhansukh Panchal Cordell Parsons   | nicht ausgetragen             | Ian Bishop Val Butler          |
| 2013   | Ian Bishop        | nicht ausgetragen | Michael S. Mixer Ole Tang          | Karen Jackson Susan McMaster  | Joel Barnett Karen Jackson     |
| 2014   | Ian Bishop        | nicht ausgetragen | Dhansukh Panchal Glen Prevoe       | Ann Lai Ying Choi Ying Lin    | Gary Helmkay Karen Jackson     |
| 2015   | Gary Helmkay      | Ying Lin          | Gary Foong Le Luke Huang           | Ann Lai Ying Choi Doris Yeung | Gary Helmkay Anne Yacyshyn     |
| 2016   | Ian Bishop        | nicht ausgetragen | Gary Helmkay Mike van der Schilden | Karen Jackson Susan McMaster  | Gary Helmkay Ann Lai Ying Choi |

### O65
| Saison | Herreneinzel       | Dameneinzel       | Herrendoppel                    | Damendoppel                    | Mixed                            |
| ------ | ------------------ | ----------------- | ------------------------------- | ------------------------------ | -------------------------------- |
| 1987   | Tom Graham         | nicht ausgetragen | Tom Graham P. McCarthy          | nicht ausgetragen              | nicht ausgetragen                |
| 1988   | George Suzuki      | nicht ausgetragen | nicht ausgetragen               | nicht ausgetragen              | nicht ausgetragen                |
| 1989   | Barry Ursell       | Dorothy Tinline   | Barry Ursell Gord Morgan        | Dorothy Tinline Claire Lovett  | Barry Ursell Claire Lovett       |
| 1990   | Newton Reed        | Dorothy Tinline   | Tom Graham George Suzuki        | Shigeko Aoki Dorothy Tinline   | Tom Graham Dorothy Tinline       |
| 1991   | Newton Reed        | nicht ausgetragen | Tom Graham George Olley         | nicht ausgetragen              | George Suzuki Helen Suzuki       |
| 1992   | Tom Graham         | nicht ausgetragen | Gord Morgan Russ Mullin         | nicht ausgetragen              | Tom Graham Helen Nethercott      |
| 1993   | Newton Reed        | Dorothy Tinline   | Newton Reed George Olley        | Helen Nethercott Helen Suzuki  | George Olley Helen Nethercott    |
| 1994   | Newton Reed        | nicht ausgetragen | Alistair Maclachlan Russ Mullin | nicht ausgetragen              | Tom Graham Dorothy Tinline       |
| 1995   | Russ Mullin        | nicht ausgetragen | Frank Melvin Russ Mullin        | nicht ausgetragen              | nicht ausgetragen                |
| 1996   | nicht ausgetragen  | nicht ausgetragen | nicht ausgetragen               | Dorothy Tinline Doreen Reddoch | Newton Reed Helen Nethercott     |
| 1997   | Kaj Eskesen        | nicht ausgetragen | J. Trow E. Coyne                | Helen Nethercott A. Hudson     | Newton Reed Norma Dadson         |
| 1998   | Kaj Eskesen        | nicht ausgetragen | Kaj Eskesen Arthur Brown        | nicht ausgetragen              | nicht ausgetragen                |
| 1999   | Kaj Eskesen        | nicht ausgetragen | Boris Borgstrom Des Hunt        | nicht ausgetragen              | Newton Reed Norma Dadson         |
| 2000   | Tosh Uyeda         | nicht ausgetragen | Tosh Uyeda Des Hunt             | nicht ausgetragen              | nicht ausgetragen                |
| 2001   | Tosh Uyeda         | nicht ausgetragen | Tosh Uyeda Bob Corrigan         | Helen Nethercott Marge Uyeda   | Tosh Uyeda Marge Uyeda           |
| 2002   | Tosh Uyeda         | nicht ausgetragen | Tosh Uyeda Bob Corrigan         | Helen Nethercott Marge Uyeda   | Tosh Uyeda Marge Uyeda           |
| 2003   | Horst Köhler       | nicht ausgetragen | Tosh Uyeda Bob Corrigan         | Helen Nethercott Marge Uyeda   | Tosh Uyeda Marge Uyeda           |
| 2004   | Gordon A. Davidson | nicht ausgetragen | Tosh Uyeda Bob Corrigan         | nicht ausgetragen              | Tosh Uyeda Marge Uyeda           |
| 2005   | nicht ausgetragen  | nicht ausgetragen | Tosh Uyeda Bob Corrigan         | Norma Dadson Doreen Reddoch    | Bob Corrigan Marge Uyeda         |
| 2006   | Liew Di-Hui        | nicht ausgetragen | Tosh Uyeda Bob Corrigan         | Marge Uyeda Pat Eldridge       | Fred Janes Pat Eldridge          |
| 2007   | Rainer Schroeder   | nicht ausgetragen | Liew Di-Hui Wayne Macdonnell    | nicht ausgetragen              | Bob Corrigan Marge Uyeda         |
| 2008   | Liew Di-Hui        | nicht ausgetragen | Liew Di-Hui Owen Stickels       | nicht ausgetragen              | Ed Whiteside Pat Eldridge        |
| 2009   | Liew Di-Hui        | nicht ausgetragen | Liew Di-Hui Owen Stickels       | Marge Uyeda Pat Eldridge       | Ed Whiteside Pat Eldridge        |
| 2010   | Owen Stickels      | nicht ausgetragen | Liew Di-Hui Owen Stickels       | nicht ausgetragen              | Owen Stickels Karen Jackson      |
| 2011   | Liew Di-Hui        | nicht ausgetragen | Liew Di-Hui Owen Stickels       | Lillian Cree Karen Jackson     | John Gilbert Val Butler          |
| 2012   | Rainer Schroeder   | nicht ausgetragen | Vishvas Date David Ko           | nicht ausgetragen              | John Gilbert Val Butler          |
| 2013   | Ian Bishop         | nicht ausgetragen | Ian Bishop Rainer Schroeder     | Karen Jackson Susan McMaster   | Ian Bishop Val Butler            |
| 2014   | Ian Bishop         | nicht ausgetragen | Ian Bishop Peter Christensen    | Karen Jackson Susan McMaster   | Ian Bishop Val Butler            |
| 2015   | Peter Christensen  | nicht ausgetragen | nicht ausgetragen               | nicht ausgetragen              | nicht ausgetragen                |
| 2016   | Ian Bishop         | Susan McMaster    | Ian Bishop Ole Tang             | Karen Jackson Susan McMaster   | Peter Christensen Susan McMaster |

### O70
| Saison | Herreneinzel      | Dameneinzel       | Herrendoppel                    | Damendoppel       | Mixed                        |
| ------ | ----------------- | ----------------- | ------------------------------- | ----------------- | ---------------------------- |
| 2002   | nicht ausgetragen | nicht ausgetragen | B. Taylor B. Law                | nicht ausgetragen | B. Taylor Norma Dadson       |
| 2003   | Arthur Brown      | nicht ausgetragen | Arthur Brown Kaj Eskesen        | nicht ausgetragen | Kaj Eskesen Helen Nethercott |
| 2004   | Arthur Brown      | nicht ausgetragen | Newton Reed Kaj Eskesen         | nicht ausgetragen | nicht ausgetragen            |
| 2005   | Arthur Brown      | nicht ausgetragen | Tosh Uyeda Des Hunt             | nicht ausgetragen | nicht ausgetragen            |
| 2006   | Liang Yu          | nicht ausgetragen | Tosh Uyeda Bob Corrigan         | nicht ausgetragen | Tosh Uyeda Marge Uyeda       |
| 2007   | Horst Köhler      | nicht ausgetragen | Tosh Uyeda Bob Corrigan         | nicht ausgetragen | Tosh Uyeda Marge Uyeda       |
| 2008   | nicht ausgetragen | nicht ausgetragen | Tosh Uyeda Bob Corrigan         | nicht ausgetragen | Tosh Uyeda Marge Uyeda       |
| 2009   | nicht ausgetragen | nicht ausgetragen | nicht ausgetragen               | nicht ausgetragen | Tosh Uyeda Marge Uyeda       |
| 2010   | nicht ausgetragen | nicht ausgetragen | Gordon A. Davidson Ed Whiteside | nicht ausgetragen | Tosh Uyeda Marge Uyeda       |
| 2011   | Liew Di-Hui       | nicht ausgetragen | Liew Di-Hui Wai How Hui         | nicht ausgetragen | Ed Whiteside Pat Eldridge    |
| 2012   | nicht ausgetragen | nicht ausgetragen | Vishvas Date David Ko           | nicht ausgetragen | nicht ausgetragen            |
| 2013   | nicht ausgetragen | nicht ausgetragen | nicht ausgetragen               | nicht ausgetragen | nicht ausgetragen            |
| 2014   | Liew Di-Hui       | nicht ausgetragen | Liew Di-Hui Owen Stickels       | nicht ausgetragen | Owen Stickels Karen Jackson  |
| 2015   | Molson Robertson  | nicht ausgetragen | nicht ausgetragen               | nicht ausgetragen | nicht ausgetragen            |
| 2016   | Owen Stickels     | nicht ausgetragen | Molson Robertson Owen Stickels  | nicht ausgetragen | Owen Stickels Karen Jackson  |